# 生ごみ

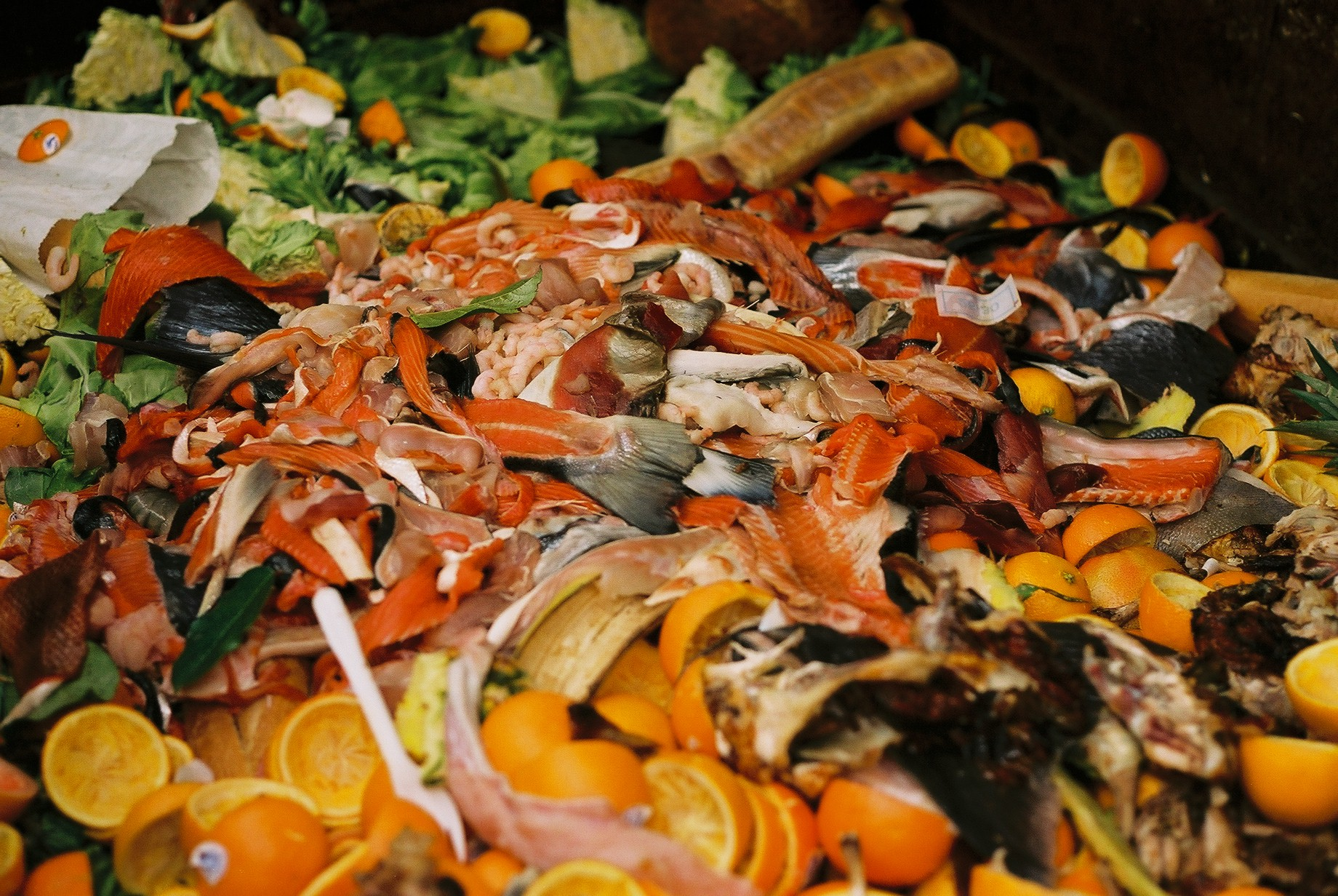
生ごみ

生ごみ（なまごみ、Food waste）は水分を多く含む食材残渣などの廃棄物。厨芥（ちゅうかい）あるいは厨芥類ごみともいう。食品廃棄物と同義とされることもある。

## 概要
広義の生ごみは一般廃棄物と産業廃棄物に分けられ、産業廃棄物には食品製造業で排出される動植物性残渣を含む。また、一般廃棄物の生ごみは家庭系のもの（食べ残しや調理くずなど）と事業系のもの（スーパーマーケット、レストラン、ホテル、デパートなどから排出される売れ残りの商品や調理くず）に分けられる。
狭義には「家庭から排出される台所ごみ」をいう。また、家庭から排出されるごみに限定した上で、粗大ごみを除いたごみの総称とすることもある。
食料品は、衛生的に鮮度を保つため、また安全に、かつ商品価値を高めるために工夫された容器で運ばれ消費される。そのため食生活に付随して発生する廃棄物には、食糧そのものと、それに付随する容器・包装類がある。また、食糧そのものの廃棄物も、調理時に廃棄される調理かすと、食事後の残留物である食べ残しがある。
歴史的には食生活に伴って発生する生ごみは、イヌやブタなど飼育する動物の餌となったり、庭で堆肥化されて野菜類の栽培に用いられた。ただ、処理物の量的な急増と生ごみに含まれる動植物性廃棄物量の相対的低下など自然循環型の処理は次第に難しくなった。それでも生ごみの減量化の観点から、厨芥等の資源化や発生廃棄物の制御（食品容器や包装資材の改善）といった取り組みが行われている。
食べ残しについては厨芥として排出されるが、一部は水洗い時に下水あるいは家庭雑排水に含まれるものもある。排水溝に野菜くず等を破砕するディスポーザーを設置して排水処理槽に送るシステムが導入される場合もある。

## 課題
生ごみには以下のような特性と課題があるとされる。
厨芥中の水分
厨芥中には多くの水分が含まれる点が課題となっており、収集時の汚水の飛散、分解促進、悪臭源などの原因となる。生ごみは、多くの場合において物質に含まれる水分によって腐敗する性質がある。厨芥中の水分は焼却時にカロリー低下を引き起こす問題もあり、余熱利用の観点からも望ましくないとされる。
プラスチックの混入
生ごみ中には使い捨て容器や食品の包装としてプラスチックが混入するが、塩化水素濃度を高くする要因となっている。

## 処理

### 堆肥化
堆肥化（コンポスト化）とは、生ごみを好気性の微生物の働きにより肥料にすることをいう。
専門の大規模施設で行うものから一般家庭で段ボールを使用して行うものまであるが、その原理は同じである。ただし、野外で堆肥化を行う方法は庭等がなければ困難であり実践できる家庭が少なくなる。
生ごみを脱水してその容積を減らすための生ごみ処理機も登場している。また、コンポスト化と乾燥方式を組み合わせた方式の処理機も販売されている。
日本では自治体などが先導する形で生ごみ処理機の導入に補助金を出すなど、ごみの減量化に対する社会動向も見られる。
このほかシマミミズを使ったミミズ堆肥や、アメリカミズアブやコウカアブなどのミズアブ科の幼虫に生ごみを与え、その幼虫をニワトリなどの家畜・家禽や養殖魚の生き餌とする方法も考案されている。この場合は生ごみが「ごみ」ではなく「資源」とみなせる主張もある。

### 飼料化
飼料化（エコフィード）には、乾燥方式、湿式、その他の方式がある。乾燥方式のメリットは飼料の保存性が高まり輸送が可能となることであるが、加工には乾燥コストがかかる。湿式は二酸化炭素の排出量を抑えることができ、家畜の嗜好性も良いものができるが、専用設備の導入に多額の費用がかかる。

### 燃料化
乾燥させた場合は、バイオマス燃料として利用できる余地があり、プラスチックや発泡スチロールなど合成樹脂のごみと混ぜ合わせて圧縮・ペレット化して火力発電に利用しようという「廃棄物固形燃料」計画もある。ただし廃棄物固形燃料は水に濡れると発酵が始まり、発酵熱で自然発火した事例もある。
メタン発酵させてメタンガスを取り出し、これを燃焼させてエネルギーとして回収するバイオガス化の取り組みもある。